# نفيسة السباعي
نفيسة السباعي ، ولدت في طنجة سنة 1946  ، و هي روائية مغربية.
و لقد نشرت روايتين و هما : "الطفل النائم" و "عاشقة الريف" ، وتمحورت كلتاهما على وضعية المرأة في المغرب . إضافة إلى ذلك عملت معلمة منذ سن17 بداية في التعليم الابتدائي، ثم في التعليم الثانوي بعد ذلك.

## الطفل النائم
تتناول رواية الطفل النائم أوضاع النساء . و يشير العنوان إلى عذر تقليدي تقدمه النساء المطلقات أو الأرامل لتفسير ولادة طفل خارج إطار الزواج. ووفقًا لمعتقد شعبي ، يمكن للجنين ("الطفل") أن يظل نائما في رحم المرأة الحامل لعدة سنوات قبل أن يستيقظ وينمو ويولد .
وقدم الناقد محند أمزيان بلاغ هذا العمل باعتباره ينتمي في آنٍ واحد إلى فئة رواية السير الذاتية والرواية الاجتماعية. من حيث معالجتها لموضوع العلاقات بين الرجال و النساء في المغرب. ويتقاطع السرد مع مصائر امرأتين، إحداهما كانت ضحية اغتصاب ،اضطرت إلى الاشتغال في خدمة إمرأة أخرى ، تعمل معلمة مليئة بالحيوية ، لكنها تكافح ضد مدير مدرسة وضد زوجها المتسلط.
تم استعارة العنوان من قبل المخرجة السينمائية ياسمين قصاري سنة 2004 ; غير أن فيلم الطفل النائم تناول موضوعا مختلفا عن موضوع الكتاب : إذ عالج كيفية تعايش النساء في المغرب مع غياب أزواجهن المهاجرين.

## عاشقة الريف
تتحدث رواية عشيقة الريف عن صحفية تقوم بتصوير تقرير عن نساء في مدينة تطوان  يرمي إلى نقل شهاداتهن حول الظلم و مختلف أشكال القهر التي يتعرضن له 
و تم اقتباس "عشيقة الريف" في فيلم سينمائي عام 2011 من قبل المخرجة المغربية نرجس نجار، وهي أيضًا ابنة نفيسة السباعي (من مواليد 1971); و الفيلم حمل عنوان عاشقة الريف ، الذي تم تصويره باللغة العربية، من إنتاج شركة تارانتولا البلجيكية. ووفقا لأحد النقاد، فإن الفيلم « يتطور من كونه سردا إجتماعيا و واقعيا إلى حكاية قاسية، وقصة رمزية هلوسية »,

## حول النساء
في مقال نشر سنة 1997، انتقدت نفيسة السباعي بعض ممارسات الطقوسية التي تدعي حماية الفتيات الصغيرات من خطر الاغتصاب; وتتكون هذه الطقوس من توضئة وتدليك تقوم به امرأة مسنة على جسد الطفلة، ووفقا لنفيسة السباعي فإن هذه الطقوس قد ترسخ في نفوسهن الخوف من الآخر. و تؤكد الكاتبة أنها نفسها ظلت ترهب الرجال لفترة طويلة.

## بيبلوغرافيا
- Jay، Salim (2005). Dictionnaire des écrivains marocains. Eddif. ص. 318. ISBN:9981-09-111-1. OCLC:58467813. مؤرشف من الأصل في 2020-07-07. اطلع عليه بتاريخ 2022-03-17.
- Bellagh، M. A. (1988). "Noufïssa Sbaï, l'Enfant Endormi". Horizons Maghrébins - Le droit à la mémoire. ج. 12 ع. 1: 170–171. مؤرشف من الأصل في 2022-06-18. اطلع عليه بتاريخ 2022-04-03.
- Déjeux Jean, « Dictionnaire des auteurs », dans : , La littérature féminine de langue française au Maghreb. sous la direction de Déjeux Jean. Paris, Karthala, « Lettres du Sud », 1994, p. 215-242, lire en ligne